# アイスコルネット
アイスコルネットは、コロネ型の揚げパンにソフトクリームを組み合わせた菓子。静岡県浜松市の株式会社コルネットが2006年に発売した。
揚げパンが熱い状態で提供され、温かいパンと冷たいアイスクリームの温度差が特徴である。ソフトクリームにはチョコレートやバニラ、ストロベリーなどのバリエーションがある。

## 歴史
創業者が中学生の息子に作った食パンの耳を揚げたおやつが元となって開発された。2006年6月にアイスコルネットの販売を開始した。移動販売社での販売のほか、創業者の母親が経営する店舗を改装して本店を構えた。
ブログで紹介されたことから話題になり、地元の新聞やテレビにも取り上げられ、ホームセンターやショッピングモールなどでの販売が実現した。販売数が増加してからは工場に製造を委託した。2014年時点で、関東から九州までの広範囲に渡り、8つの店舗、17の移動販売車とフランチャイズ契約をしていた。
2013年にはマレーシアに出店し、2014年にはフィリピン、台湾への出店を発表した。

## 類似商品

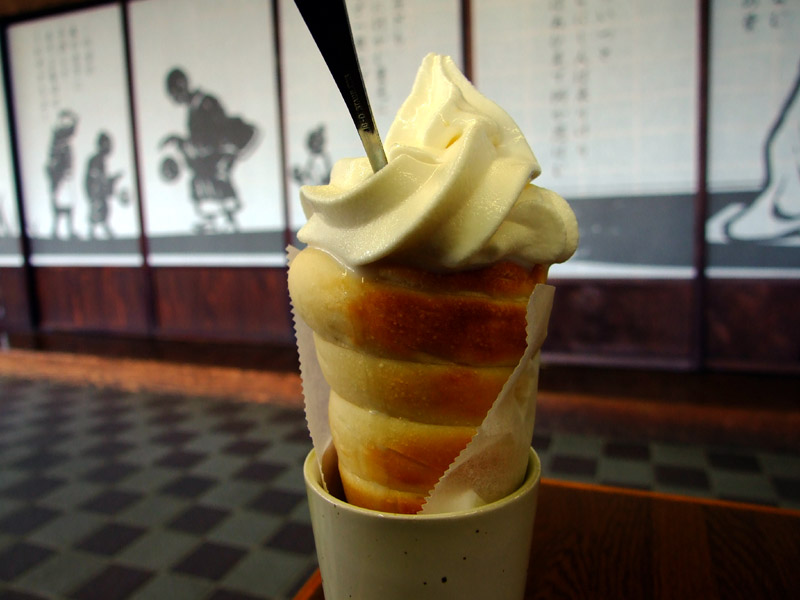
コロネソフトの例

揚げパンではなく、通常のコロネにソフトクリームを入れたものが「コロネソフト」などの名称で複数の場所で販売されている。コロネ型のクロワッサンを使用したコロネソフトも販売されている。